# محمد طه محمد أحمد
محمد طه محمد أحمد (1956 - 2006) صحفي سوداني مثير للجدل اغتيل على خلفية مقال صحفي نشرته صحيفته «الوفاق».

## ميلاده ونشأته
من مواليد 1956م بالقرير ودرس الابتدائي بمدرسة حلفا القديمة ثم المرحلة المتوسطة بالقرير الأميرية الوسطي والثانوي العالي بمدرسة مروي.

## تعليمه وحياته العملية الأولى
التحق بجامعة الخرطوم كلية القانون. عرف عن طه منذ دراسته الجامعية انتماؤه إلى الاتجاه الإسلامي وعمل في منتصف الثمانينيات مديرا لتحرير صحيفة «الراية» الناطقة بلسان حزب الجبهة الإسلامية القومية التي أسسها حسن الترابي.لكنه ما لبث أن دخل في معركة حادة مع الترابي ومع رموز حكومة الرئيس عمر البشير بعد وصول الإسلاميين إلى السلطة. عرف بالاستقلالية في آرائه. دخل طه جامعة الخرطوم كبرى الجامعات عام 1976 ملتحقاً بكلية الحقوق، ولم يتخرج منها إلا في عام 1981، بسبب مشكلات واجهته لمعارضته نظام الرئيس السابق جعفر نميري، حيث ظل يعارض النظام من داخل نشاط الطلاب في الجامعة عبر أركان النقاش والصحيفة الحائطية التي كان يصدرها باسم «أشواك». كما تعرض إلى الاعتقال لمدة عام كامل وهو طالب في كلية الحقوق.
بعد تخرجه 1981 التحق طه موظفاً في ديوان النائب العام، وتزامن ذلك مع تقارب مفاجئ بين الإسلاميين بزعامة الدكتور عبد الله الترابي وحكومة الرئيس نميري، ظل طه يرفضه ويكيل له الهجوم في كل سانحة، مما دفع نظام نميري إلى فصله من وظيفته ليغادر طه من بعد إلى دولة قطر ويعمل فيها مدة قبل أن يعود مرة أخرى قبيل انتفاضة أبريل (نيسان) عام 1985 التي اطاحت بنظام نميري.

## حياته الشخصية
متزوج وأب لثلاثة أبناء يقيمون ألان بحي كوبر بالخرطوم بحري. لم يخفَ طه إعجابه بنهج الثورة الإيرانيةوالإمام الخميني، وكان دائما يستشهد بأقواله في كتاباته الصحافية، كما سطر مقالات مطولة عن الخميني وأطلق على أحد أنجاله اسم الخميني. لطه أربعة أبناء، وكان معروفاً بالتقشف والانتماء إلى طائفة الفقراء في كتاباته الصحافية. ورغم أن صحيفته تتمتع بوضع مالي ممتاز عرف طه بحياة متقشفة حيث كان يسكن بيتا متواضعا في حي كوبر الشعبي بالخرطوم بحري. ولم يقتن سيارة حيث كان يرى راجلا في معظم الأحيان.

## معاركه الصحفية
يعد محمد طه في حياته أحد أكثر الصحافيين إثارة للجدل في السودان. حيث اختلف مع الكثير من الجهات وهاجم العديد من الأفراد وتعرض للاعتداء عدة مرات حتى اغتياله في عام 2006 .

## محاكمته بالردة
وكان قد حوكم بتهمة الردة عندما نشرت صحيفته مقالا لكاتب مجهول فيه مساس بشخص الرسول محمد عليه السلام، وتعرض حينها لضغوط واحتجاجات شديدة من الجماعات السلفية. غير أن المحكمة برأته في نهاية الأمر، وحكمت بالغرامة على الصحيفة قبل أن تعاود صدورها بعد إيقاف دام ثلاثة أشهر. وقد اتهم السلفيون باغتياله أول الأمر.

## نزاعه مع حركات دارفور
تعرض طه لاعتداء في مكتبه قبل بضعة أشهر من قبل مجموعة تنتمي لإقليم دارفور، وجرت محاولة لإحراق مكاتب الصحيفة على خلفية نشر صحيفته لمقال مسيء لإحدى القبائل بالإقليم.

## صحيفة الراية
ينتمي طه إلى الإسلاميين السودانيين منذ بداية السبعينات، ووصف بالتطرف والحدة في الخصومة السياسية. تولي في فترة الحكم الانتقالي الذي قاده المشير سوار الذهب، منصب مدير تحرير صحيفة «الراية» الناطقة باسم الجبهة الإسلامية، وظل في المنصب إلى أن تولى الصادق المهدي زمام الحكم بعد انتخابات جرت في عام 1986، وهي الانتخابات التي اختار حزب طه فيها جانب المعارضة، وكان طه الأكثر شراسة في الهجوم على حكومة الصادق المهدي عبر الصحيفة وعبر أركان النقاش في الجامعات، والندوات.

## طه والإنقاذ
وعندما جاءت حكومة الرئيس عمر البشير، كان طه من أكثر الداعين لها عبر الصحف التي أصدرها نظام البشير، وفي المقابل كان يوجه هجومه صوب المعارضة ويسميها معارضة الفنادق، وعندما تعرض «شيخه» الترابي إلى الهجوم في كندا من معارض سوداني يجيد لعبة الكاراتيه، بذل طه نفسه للدفاع عن الترابي بكل ما أوتي من قوة، حتى وصل به الأمر إلى تأليف كتاب باسم «محاولة اغتيال الترابي أسرار وخفايا»، ليضاف إلى أكثر من 10 كتب ألفها طه كلها تصب في نطاق الدفاع عن الإسلاميين.

## صحيفة الوفاق
أصدر طه صحيفة الوفاق في العام 1996 بعد السماح بصدور الصحف المملوكة لشركات، وكانت لفترة إحدى أكثر الصحف انتشارا وخاض رئيس تحريرها العديد من المعارك مع الحكومة والمعارضة على حد سواء.

## اعتداء عصام الترابي
وفي أوائل التسعينات دخل طه في صراع عنيف مع نجل الترابي «عصام» بعد أن وجه طه مقالات عنيفة ضد شيخه اعتبرها نجل الترابي بمثابة إساءة لوالده، ولكن الصدامات بين «طه وعصام»، جرى احتواؤها من قبل وزير الداخلية آنذاك.
وبعد المفاصلة الشهيرة بين الرئيس «البشير والترابي» اختار طه الانضمام إلى صف البشير، وعليه وجه هجوما منظما على الترابي، مما دفع بأحد أبناء الترابي إلى الهجوم عليه بسيارة كاد أن يودي بحياته ولكنه نجا.
ثم دخل طه في صراع عنيف مع السلفيين في السودان، بعد أن نشر مقالا في صحيفته منسوبا «للمقريزي» يتشكك فيه من نسب الرسول صلى الله عليه وسلم، حيث تظاهرت مجموعات منهم أمام دار صحيفته في قلب الخرطوم، مرددين هتافات بتكفيره، قبل ان يتقدموا بشكوى ضده في محكمة إدانته بعد اربع جلسات بالغرامة وإيقاف صحيفته لمدة ثلاثة أشهر.
ثم تعرض طه إلى هجوم من مجموعات من قبيلة الفور، بعد أن نشر طه مقالا اعتبره أبناء الفور بمثابة تشكك في شرفهم، حيث تظاهروا ضده أولا ثم ألقوا بالقنابل على مقر صحيفته أحدثت أضرارا كبيرة. آخرها الهجوم العنيف الذي وجهه لحكومة الرئيس البشير لفرضها زيادات على أسعار الوقود والسكر.

## اغتياله
اختطفته مجموعة مجهولة من منزله يوم الثلاثاء 5 سبتمبر 2006، واصطحبوه في سيارة مظللة بدون لوحات، وعثر على جثمانه بحي القادسية بمنطقة الكلاكلات ظهر الأربعاء، وقد تم نحره وفصل الرأس عن الجسد.
وكان قد تعرض لعدة محاولات اغتيال سابقة، ففي أبريل من العام 2005أهدرت إحدى المجموعات الدينية دمه بعد نشره مقالاً اعتبرته مسيئاً للرسول (ص)، على حد قولها. وبعدها تعرضت صحيفته للاعتداء بعبوات حارقة من قبل مجموعة دارفورية.